# Коршунов, Олег Павлович
Оле́г Па́влович Ко́ршунов (9 февраля 1926 — 27 октября 2013) — советский и российский учёный-библиографовед, доктор педагогических наук, профессор, заслуженный деятель науки РСФСР, академик Международной академии информатизации и Академии гуманитарных наук, автор документографической концепции библиографии. Родился в г. Ленинакан, Армения. В 1947 г. окончил Московский библиотечный институт (в дальнейшем — Московский государственный институт культуры, Московский государственный университет культуры и искусств). После окончания работал там же на кафедре общей библиографии, а затем — на кафедре электронных библиотек, информационных технологий и систем.

## Научный вклад
Основная заслуга О. П. Коршунова состоит в разработке логически стройной теории библиографии. Основным понятием теории библиографии, по его мнению, является понятие библиографической информации, которая выполняет посреднические функции в системе «документ — потребитель информации». Создание различных форм библиографической информации является основной задачей библиографической деятельности, изучением которой занимается библиографоведение как научная дисциплина.
В концепции О. П. Коршунова были впервые даны чёткие определения объекта и предмета библиографоведения, установлено соотношение между библиографоведением и смежными научными дисциплинами. Идеи О. П. Коршунова оказывали определяющие влияние на развитие теории, истории и практики библиографии во второй половине 70-х — 80-х гг. XX века. Под его руководством, при активной поддержке Анны Грабовой были разработаны государственные стандарты на библиографическую деятельность и библиографическое описание, защищены кандидатские и докторские диссертации, создана научная школа. Рабочая группа Коршунова и Грабовой была создана на базе сектора общих проблем теории, методики и организации библиографии Отдела рекомендательной библиографии Государственной библиотеки СССР имени В. И. Ленина.
В 90-е годы XX века на смену концепции О. П. Коршунова приходит интерпретация библиографии как деятельности, выполняющей управленческую функцию, сложившаяся под влиянием идей американского специалиста Дж. Х. Ширы (J. H. Shera), который ввёл понятие «библиографического управления» (bibliographic control).

## Основные работы
- Проблемы общей теории библиографии. М., 1975.
- Советское библиографоведение: Состояние, проблемы, перспективы / А. И. Барсук, О. П. Коршунов. М., 1977.
- Библиография: Общий курс: Учебник/Под ред. О. П. Коршунова. М., 1981.
- Библиография: Теория. Методология. Методика. М., 1986.
- Библиографоведение: Общий курс: Учебник для вузов. М., 1990.
- Библиографоведение. Основы теории и методологии / О. П. Коршунов, Т. Ф. Лиховид, Т. А. Новоженова. — М.: «Издательство ФАИР», 2008.